# 유기환
유기환(兪箕煥, 1858년 ~ 몰년 미상)은 대한제국의 관료이다. 본관은 기계, 자는 경범(景範), 호는 산한(汕僩). 조사 시찰단원이며 법무대신 등을 지냈다.

## 생애
유기환은 1881년 신사유람단의 수행원으로 일본을 방문하였다. 이후 궁내부 참서관, 궁내부 협판 및 궁내부 대신 서리를 역임하였다. 1897년 3월 유기환은 중추원 1등 의관에 임명되었고, 칙임관 3등에 서임되었다. 1897년 6월, 유기환은 특면정권공사에 임명되었다. 이후 9월 25일, 외부협판이 되었다. 9월 26일, 유기환은 고종에게 조선은 명나라의 형테를 따랐고, 독립국으로 선포하는데 공적이 있기 때문에, 황제로 즉위할 것을 상소하였으나, 고종은 거절하였다. 이후 1898년, 귀족원 경 김홍륙을 죽이려고 모의한 사건에 연루되었으나, 풀려났다. 같은해 8월 참장에 임용되어 군부협판으로 임명되었다. 그해 10월 27일부터 군부대신의 사무를 서리하였다. 1898년 11월에는 부장이 되었다. 그는 헌의 6조를 발표하였을때 동의하지 않았다. 이후 윤길병이 5인의 관료들을 규탄할때, 조병식, 민종목, 이기종 , 김성근과 함께 규탄되었다. 그는 비밀리에 자신의 군사들을 이용해 사람을 죽이고, 백성들을 위협했었다고 한다. 이때문에 체포를 당하였는데, 체포를 받고도 1898년 11월 23일에는 궁에 들어갔다 나왔다고 한다. 이 일로 10년 유배형을 받았다.
징계를 받은지 얼마 후인, 1899년 1월 징계에서 풀려났고, 부장에 임명되었다. 이후 법부대신에 임용되었다. 이후 전권공사로 임용되었으나, 5년 징계를 받았다. 그러나 1901년 유배에서 풀려났다. 그리고 그해 3월 다시 부장에 임용되었다. 이후 임시 서리외부대신사무에 임명되었으나 병이 있었기 때문에, 사직하였다.

## 같이 보기
- 서창보 - 부인 서씨의 형제로 유기환의 사돈이다.